# Pomatostomus superciliosus
Pomatostomus superciliosus е вид птица от семейство Pomatostomidae.

## Разпространение
Видът е разпространен в Австралия.